# Глазер, Дональд Артур
До́нальд А́ртур Гла́зер (Глейзер, Глезер; англ. Donald Arthur Glaser; 21 сентября 1926, Кливленд — 28 февраля 2013) — американский физик и нейробиолог, лауреат Нобелевской премии по физике 1960 года «За изобретение пузырьковой камеры».

## Биография
Родился в семье еврейских иммигрантов из России — бизнесмена Уильяма Джозефа Глейзера (1894—1953) и его жены Лены Глейзер (урождённой Левиной) в Кливлендe, штат Огайо. После окончания средней школы в Кливленде, поступил в Кейсовский технологический институт, где в 1946 году получил степень бакалавра и затем преподавал в течение семестра. Осенью 1946 года поступил в Калифорнийский технологический институт, в котором в 1950 году защитил диссертацию. Уже в 1949 году получил место доцента в Университете Мичигана, а в 1957 году стал там профессором. В 1959 году перешёл в Калифорнийский университет в Беркли профессором физики. В 1964 году стал также профессором молекулярной биологии. С 1989 года являлся профессором физики и нейробиологии.
Подписал «Предупреждение человечеству» (1992).
В 1960 году Глазер женился на Руфь Бонни Томсон. Двое детей — дочь и сын; дочь Луиза Феррис Андерсон стала детским врачом, сын Уильям Томсон Глазер — управленец в компьютерной фирме.

## Научная деятельность
В ранние годы карьеры исследования Глазера лежали в области элементарных частиц, с акцентом в экспериментальную технику. Он сконструировал множество улучшенных камер Вильсона и искровых камер. Кроме того Глазер развивал идеи, которые привели в 1952 году к изобретению пузырьковой камеры. В последующие годы он разработал несколько типов пузырьковых камер для экспериментов в области высоких энергий и сам экспериментировал на Космотроне в Брукхейвенской национальной лаборатории в Нью-Йорке и Беватроне в лаборатории им. Лоуренса в Калифорнии. В 1960 году получил за эти работы Нобелевскую премию по физике.
В 1962 году Глазер обратился к молекулярной биологии, которая интересовала его со времени обучения в Калтехе. Осознание того факта, что ДНК и РНК микроорганизмов построены таким же образом, как и у высокоразвитых существ, заложило основы современных биотехнологий. Глазер, вместе со своими студентами, занялся исследованием механизмов контроля синтеза ДНК в бактериях. При помощи мутированной яйцеклетки китайского хомяка он смог показать ответственность определённых генов за повышенную чувствительность к ультрафиолетовому излучению, что могло привести к перерождению клеток в раковые клетки. Семь генов, ответственных за процесс, есть также у человека и приводят к форме рака xeroderma pigmentosum.
В 1970 году Глазер решил, что хотя молекулярная биология и предоставляет очень подробные знания, они с трудом могут быть применены в медицине или каких-либо других областях. Поэтому учёный, вместе с двумя друзьями, основал первую фирму по биотехнологиям и, тем самым, целое направление промышленности, которое оказало большое влияние на медицину и сельское хозяйство.
Вскоре после этого он опять обратился к другой области — нейробиологии, особенно к зрительной системе человека.

## Награды и отличия
- Премия Генри Рассела от университета Мичигана, 1953
- Премия Чарлза Вернона Бойза от Лондонского физического общества (Physical Society), 1958
- Премия Американского физического общества, 1959
- Нобелевская премия по физике, 1960
- Медаль Эллиота Крессона, 1961
- Стипендия Гуггенхайма, 1961[5]